# Mischarytera lautereriana
Mischarytera lautereriana là một loài thực vật có hoa trong họ Bồ hòn. Loài này được (F.M. Bailey) H. Turner mô tả khoa học đầu tiên năm 1995.

## Hình ảnh

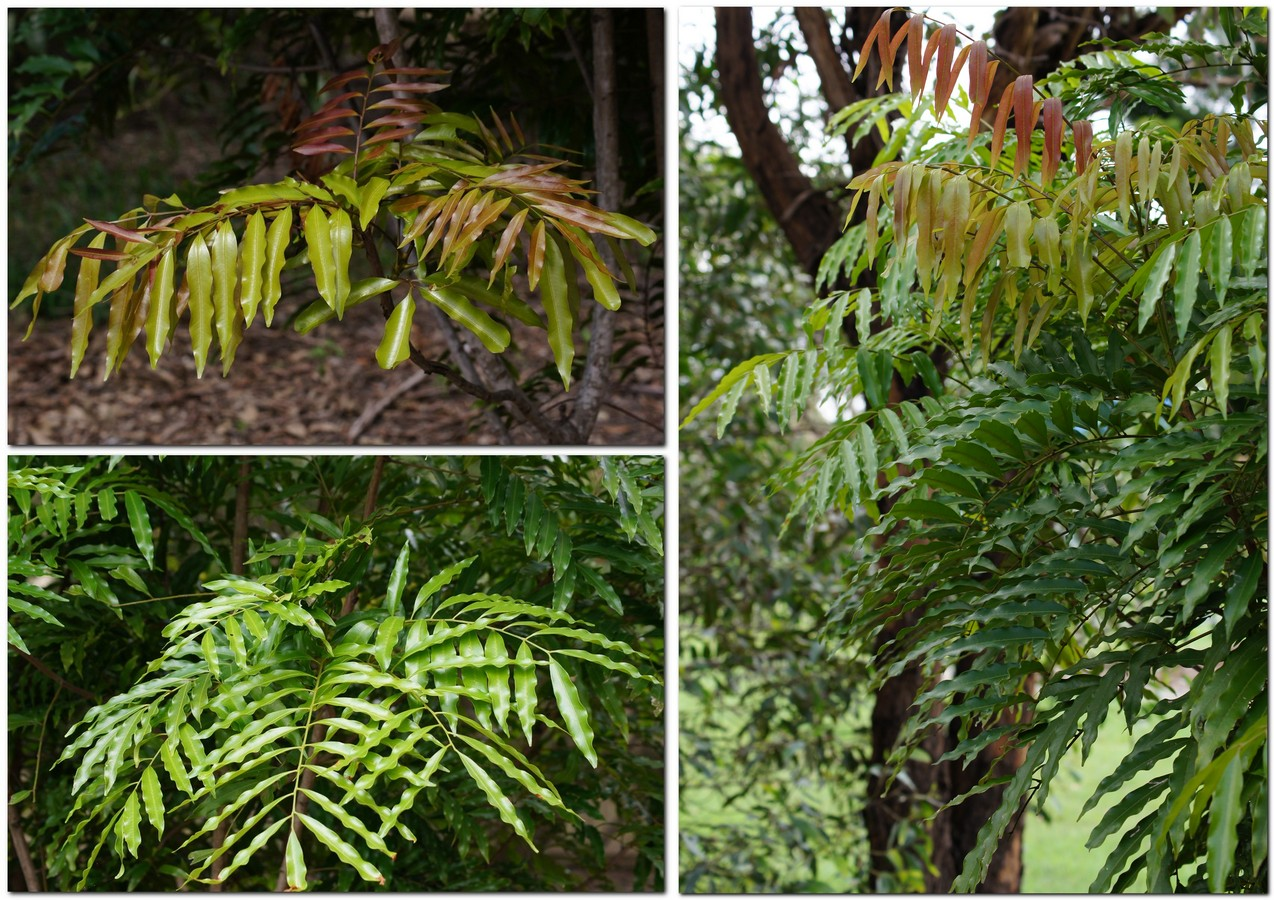